# Torre Beauchamp

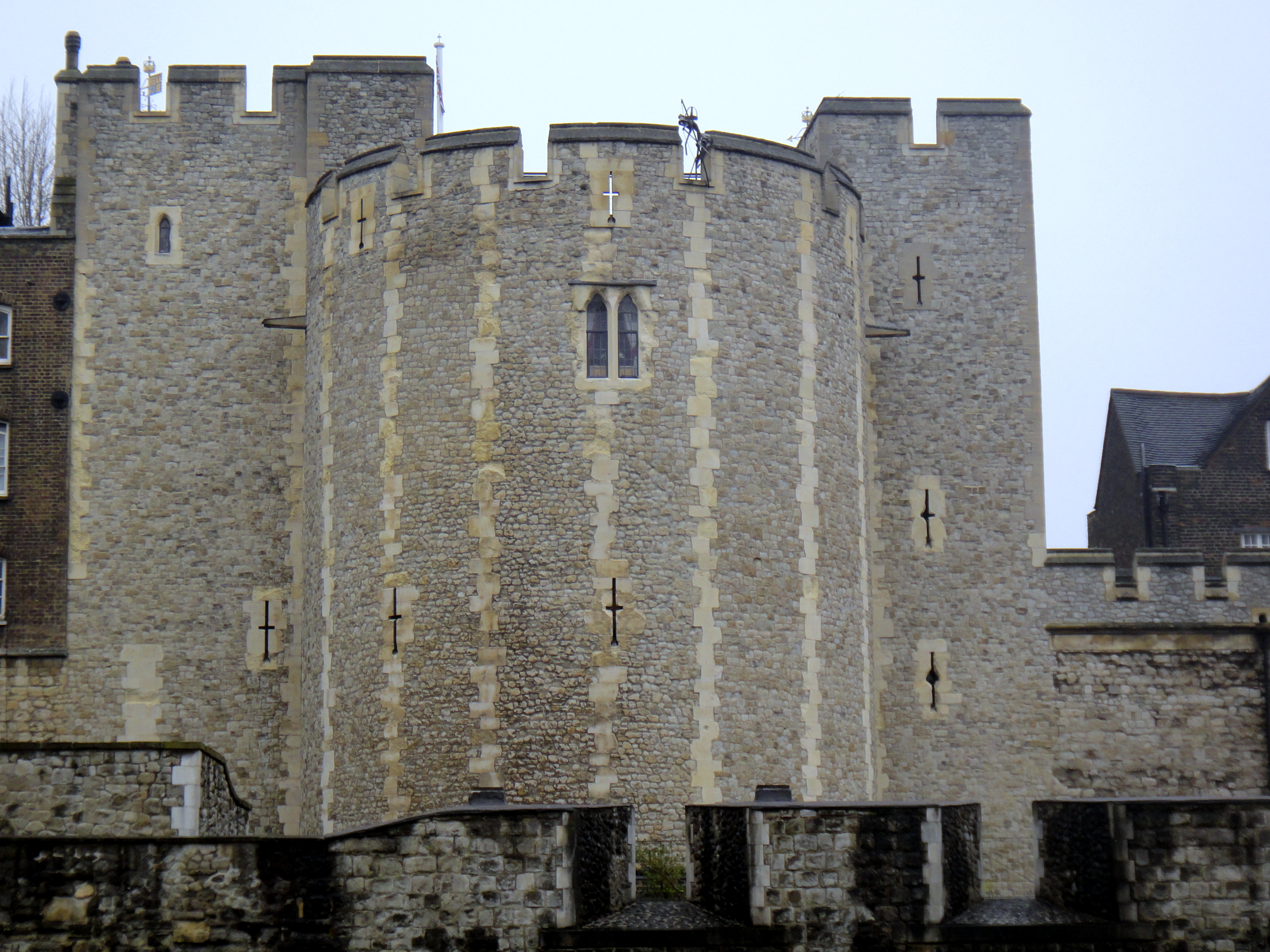
Visión de la torre Beauchamp desde el exterior de la Torre de Londres.

La Torre Beauchamp es una torre en el muro interior de la fortaleza de la Torre de Londres. Ocupa un lugar destacado en el muro occidental. Fue erigida en el siglo XIII, durante el reinado de Enrique III de Inglaterra, y contaba con una puerta. Después de los planes de renovación de Eduardo I, esta puerta quedó obsoleta y el rey hizo construir una torre en su lugar.
La torre tiene la típica forma de D de las torres construidas durante el reinado de Enrique III, con un semicírculo apuntando hacia afuera y la línea recta apuntando hacia adentro. Sin embargo, para ocupar todo el espacio de la puerta anterior, es más grande que las torres algo más antiguas de la muralla. A diferencia de las otras torres del muro interior, la torre es más ancha y tiene tres pisos en lugar de dos. Cuenta con torretas al norte y al sur.
Cada piso tiene cinco aspilleras de ladrillo construidas en el siglo XIII y pisos de madera. La Torre Beauchamp se usaba a menudo para albergar a los prisioneros en la Torre de Londres. Hay una talla creada en 1553 y dejada cerca de la chimenea del primer piso por John Dudley, primer duque de Northumberland, quien fue enclaustrado y ejecutado acusado de traición.
La torre Beauchamp fue equipada con una nueva fachada entre 1852-1853 por Anthony Salvin. Fue el primer de los trabajos de renovación dirigidos por Salvin, quien, junto con su sucesor John Taylor, cambió significativamente la fachada de la torre en el siglo XIX.